# Isarken
Die Isarken oder Isarker, lateinisch Isarci, waren ein antiker Stamm, dessen Siedlungsgebiete in der römischen Provinz Raetia lagen. Ihr Name ist einzig in einer Aufzählung der 16/15 v. Chr. in den augusteischen Alpenfeldzügen besiegten Alpenvölker dokumentiert. Diese Liste findet sich als Inschrift auf dem Tropaeum Alpium in La Turbie (erbaut 7/6 v. Chr.) und wurde als Sekundärüberlieferung auch von Plinius dem Älteren in seiner Naturalis historia vollständig festgehalten.
Die Position der Volksbezeichnung auf dem Tropaeum lässt vermuten, dass die Isarken im heutigen Südtirol siedelten. Konkreter werden sie gemeinhin im Eisacktal verortet, da der bereits aus der Antike überlieferte Name des Eisack (Ἰσάρας, Isaras bei Strabon) einen Zusammenhang mit dem Stammesnamen nahelegt.
Diskutiert wurde ihre Zugehörigkeit zu den Kelten (speziell in älterer Literatur), zu den Venetern und insbesondere zu den Rätern; letztlich ist die Frage jedoch mangels Quellen nicht zu klären.